# Frank Margerin
Frank Margerin (n. el 9 de enero de 1952 en París) es un historietista francés ganador del Gran Premio de la Ciudad de Angulema, conocido por sus historietas incluidas en la revista francesa Métal hurlant. 

## Biografía
Después de completar sus estudios secundarios, Margerin ingresó en una escuela de artes aplicadas, donde conoció a Denis Sire. Se unió a la banda de Denis, Los Crados, como baterista. La banda más tarde se convertiría en Dennis' Twist.
En 1975, cuando buscaba trabajo en el ámbito editorial, conoció a Jean-Pierre Dionnet, quien le encargó su primera tira de prensa: una historia paródica de ciencia ficción, titulada Simone et Léon, para la revista Métal Hurlant. Más tarde ilustró y escribió el guion de muchas otras historias para la revista. En 1978 publicó su primera colección de historietas, Frank Margerin présente, que incluyó sus primeras obras para Métal Hurlant.
 Estas primeras historias tenían elementos relacionados con la ciencia ficción, para estar acordes con la temática general de Métal Hurlant. Después de Simone et Léon, escribió e ilustró varias historietas para Rigolo, una revista que estuvo poco tiempo en circulación. En 1980, ganó su primer premio en el festival de Lucca.
En 1979, creó al que sería su personaje más famoso, Lucien, un roquero de Malakoff con un peinado pompadour, que forma un cono delante de su cara. Al principio, el personaje aparecía como un amigo de Ricky, otro roquero, pero finalmente se convirtió en el protagonista de la historieta. A través de los dos personajes, Margerin describía de manera cómica la vida de los roqueros suburbanos en Francia a finales de la década de 1970 y principios de la década de 1980. Bananes métalliques, uno de los álbumes de Lucien, fue un éxito comercial en 1982 y vendió más de 100 000 libros. Otros personajes creados por Margerin incluyen a Albert y Mauricette, creados en 1982, y a Skoup y Max Flash, dos periodistas creados en colaboración con Phil Casoar en 1984.
En 1989, Les Humanoïdes Associés publicó una serie de libros de historietas titulada Frank Margerin présente... También creó Y'a plus de jeunesse para Albin Michel y trabajó en una serie animada de televisión, Manu, emitida en Antenne 2 en 1990. Manu fue adaptado en tres comic books, con la colaboración de Altheau.
En 1992, Margerin recibió el Gran Premio de la Ciudad de Angulema en el Festival Internacional de la Historieta de Angulema. Como ganador, fue presidente del jurado del festival al año siguiente, cuando se celebró su vigésima edición.

## Obras

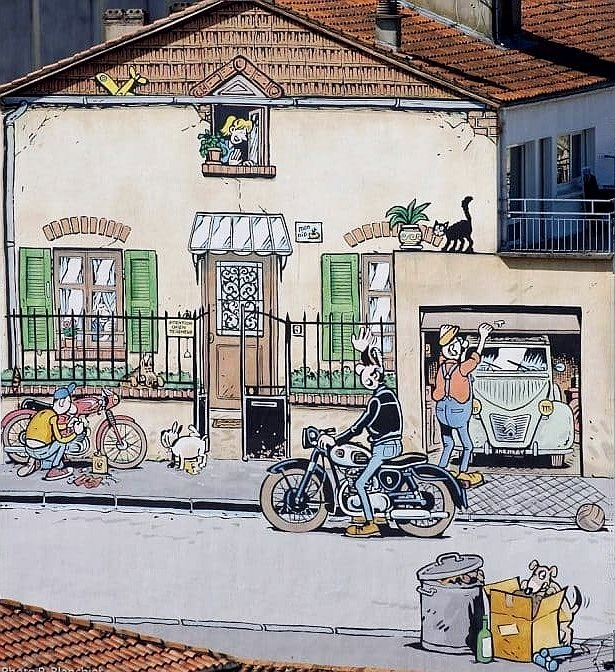
Suzie y Lucien en un mural de Angulema, donde se celebra un festival de historieta.

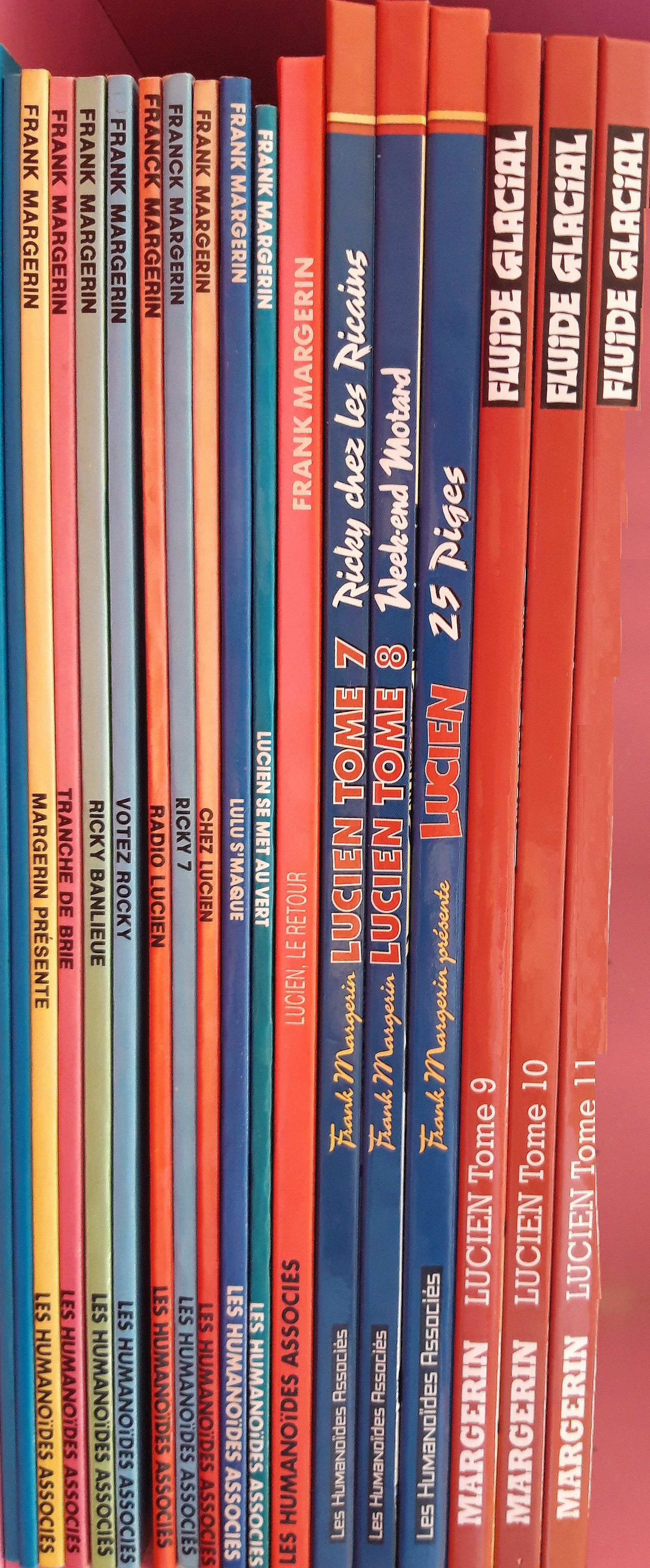
Lomos de álbumes de Lucien.

- Lucien (Les Humanoïdes Associés) :
  - 1981 - Tome 1. Votez Rocky,  ISBN 2-7316-0125-6
  - 1982 - Tome 2. Bananes Métalliques, ISBN 2-7316-1317-3
  - 1982 - Tome 3. Radio Lucien, ISBN 2-7316-1318-1
  - 1985 - Tome 4. Chez Lucien,  ISBN 2-7316-1319-X
  - 1989 - Tome 5. Lucien se met au vert, ISBN 2-7316-0728-9
  - 1987 - Tome 6. Lulu s’maque, ISBN 2-7316-0438-7
  - 1998 - Tome 7. Ricky chez les Ricains, ISBN 2-7316-1271-1
  - 2000 - Tome 8. Week-end motard, ISBN 2-7316-1391-2
  - Lucien, Le retour ISBN 2-7316-1125-1
  - Lucien, 25 piges ISBN 2-7316-1607-5
- 1983 - Kosmik Komiks[2]
- Ricky
  - 1984 Ricky VII, ISBN 2-277-33140-6
  - 1987 Ricky Banlieue, ISBN 2-7316-0367-4
- 1985 - Un Enfoiré et quelques connards, seguido por Un gnon et quelques bosses (Crapule y Le Seuil)
- 1986 - La Bande à Renaud (Delcourt): colectivo
- 1986 - Félix et le bus (UTP) : ilustrador
- 1989 - Y’a plus de jeunesse (Éditions Albin Michel) ISBN 2-226-03575-3
- Manu (Les Humanoïdes Associés):
  - 1990 - Tome 1. L’Insupportable Manu, ISBN 2-7316-0772-6
  - 1991 - Tome 2. L’Abominable Manu, ISBN 2-7316-1011-5
  - 1994 - Tome 3. Le Danger public, ISBN 2-7316-1040-9
- 1992 - Le Guide du surf (La Sirène): ilustrador
- Frank Margerin Présente (Les Humanoïdes Associés):
  - 1998 - Tome 1. Alerte aux Envahisseurs, ISBN 2-7316-1313-0
  - 1998 - Tome 2. Tranches de Brie, ISBN 2-7316-0368-2
  - 1998 - Tome 3. Tutti Frutti, ISBN 2-7316-1315-7
  - 1998 - Tome 4. Tirage de tête
  - Tome 1 - La fête,  ISBN 2-7316-0701-7
  - Tome 2 - La télé,  ISBN 2-7316-0725-4
  - Tome 3 - Toutous et matous, ISBN 2-7316-0759-9
  - Tome 4 - Frank Margerin, ISBN 2-7316-0759-9
  - 2006 - Shirley et Dino, ISBN 2-7316-1882-5
- 2001 - Paroles de taule (Delcourt): colectivo, ISBN 2-84055-782-7
- Momo le coursier (Éditions Albin Michel)
  - 2002 Tome 1 : ISBN 2-226-13229-5
  - 2003 Tome 2 : Momo roule toujours, ISBN 2-226-14787-X
  - 2005 Tome 3 : Le grand saut, ISBN 2-226-16673-4